# Ahmed Köprülü
Ahmed Köprülü (Köprülü Fazıl Ahmed Pasza, ur. 1635 w Vezirköprü, zm. 3 listopada 1676 w Konstantynopolu) – wielki wezyr Imperium Osmańskiego.
Był członkiem rodu Köprülü (nazwanego tak od Köprü w północnej Anatolii w pobliżu wybrzeża Morza Czarnego, gdzie stacjonował jego ojciec), prawdopodobnie pochodzenia albańskiego, wywodzącego się ze wsi Rudnik koło Beratu albo miejscowości Wełes (obecna Macedonia Północna). Z rodziny Köprülü pochodziło sześciu wielkich wezyrów Turcji Osmańskiej. Niekiedy podaje się, że on sam też się urodził w Albanii. Zastępując zmarłego ojca Mehmeda Köprülü, w 1661 w wieku 26 lat został wielkim wezyrem, najmłodszym w historii Turcji. Nadano mu przydomek Fazıl (mądry), ponieważ był wyrozumiały (także dla chrześcijan podbitych miast) i szlachetny – obniżył podatki i promował edukację.
W latach 1662–1664 prowadził wojnę z Austrią, w której po szeregu zwycięstw poniósł porażkę w bitwie pod Szentgotthard, zdołał jednak uzyskać korzystny pokój w Vasvár. Na jego mocy Imperium Osmańskie utrzymało zwierzchnictwo nad Siedmiogrodem i władzę nad swoimi węgierskimi i chorwackimi posiadłościami.
Od 1648 wojska osmańskie oblegały Kandię (obecnie Heraklion), największe miasto Krety, sprowokowane przez podjęty w 1644 atak kawalerów maltańskich na konwój turecki płynący z pielgrzymami powracającymi z Mekki. Fazıl Ahmed Pasza podjął wysiłki w celu zapewnienia panowania tureckiego nad wschodnią częścią Morza Śródziemnego.
Walcząc z Wenecją, przystąpił do oblężenia Kandii, dotąd skutecznie bronionej przy udziale posiłkowych wojsk francuskich. Po czterech latach oblężenia, odrzucając wielokrotnie propozycje pokoju i zapłaty kontrybucji, doprowadził do wycofania się garnizonu francuskiego. Nie widząc szans na dalszą obronę, Wenecjanie skapitulowali 4 września 1669, po łącznie 22 latach oblężenia. Następnie Ahmed Pasza niezwłocznie przystąpił do odbudowy gospodarki wyspy oraz jej osmanizacji.

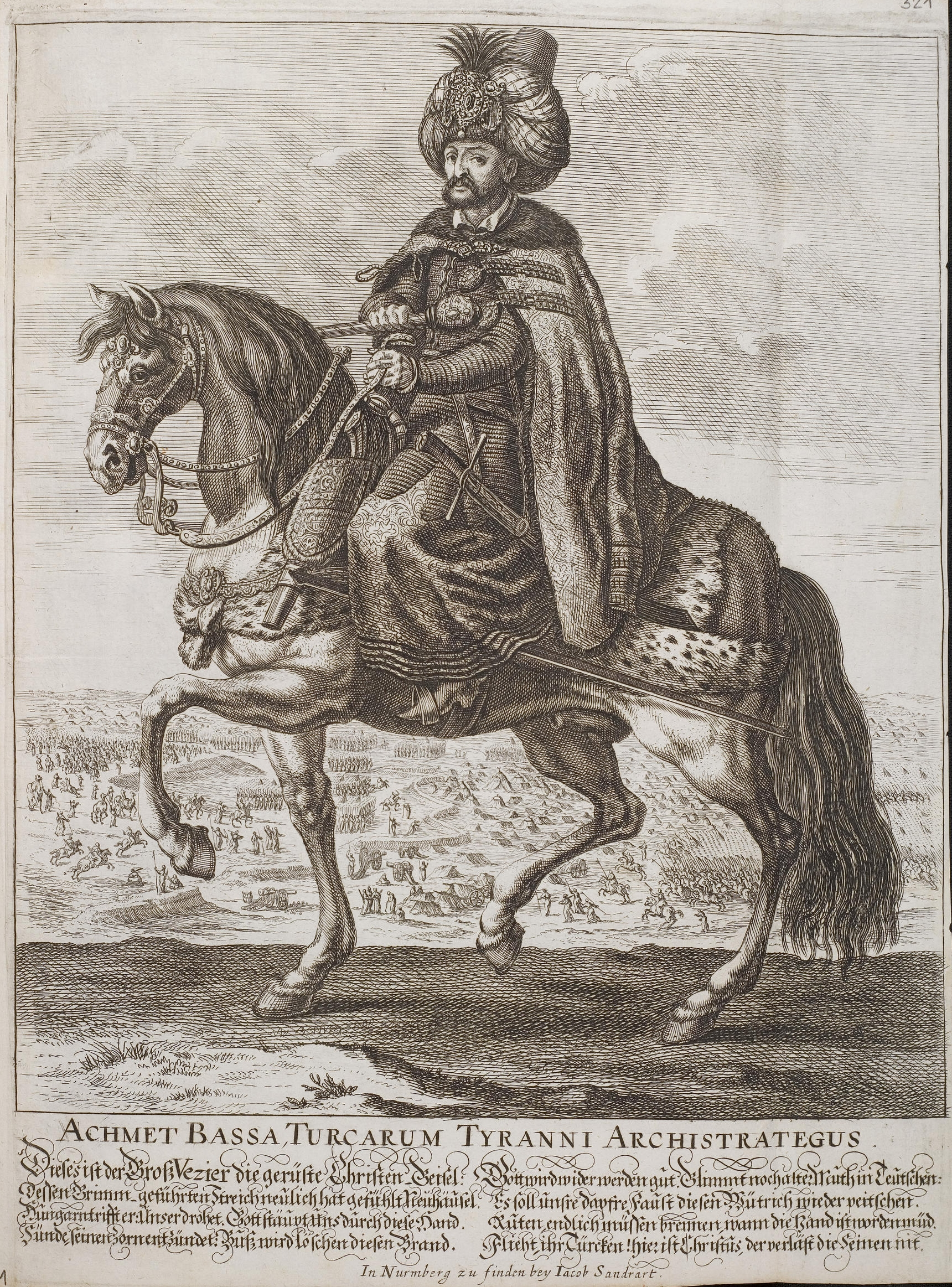
Jacob von Sandrart, Ahmed Pasza w czasie oblężenia Nowych Zamków w 1663–1664. Rycina z biblioteki dworskiej Księstwa Waldeck w Arolsen

W latach 1672–1676 Ahmed Köprülü prowadził wojnę z Rzecząpospolitą. W 1672 zdobył Kamieniec Podolski, po czym ruszył na Lwów, który obległ 20 września i wymusił niekorzystny dla Polski pokój w Buczaczu. W sierpniu 1676 na czele armii turecko-tatarskiej wkroczył na Pokucie, kierując się w stronę Stanisławowa. Przeważającej armii turecko-tatarskiej stawił opór król Jan Sobieski. Po blisko trzech tygodniach zaciętych walk 17 października 1676 zawarty został rozejm w Żurawnie, który przerwał działania wojenne.
Wyczerpany kampaniami polskimi lat 1672–1676, ale także nadużywający alkoholu, Fazıl Ahmed Köprülü zmarł 3 listopada 1676 roku w drodze na spotkanie z sułtanem Mehmedem IV.
Będąc wielkim wezyrem przez 15 lat, Köprülü był jednym z najdłużej pełniących ten urząd w historii Imperium Osmańskiego, a jego zdobycze terytorialne były ostatnimi tak poważnymi nabytkami Imperium.
Jego następcą został szwagier Kara Mustafa. Młodszy brat Fazıla Mustafa Köprülü (1637–1691) był również wielkim wezyrem w latach 1689–1691.